# Sindrome da pacemaker
La sindrome da pacemaker è una sindrome cardiaca, che può comparire dopo l'impianto di un pacemaker. La sua reale incidenza è di difficile valutazione, variando da studio a studio e compare più frequentemente nell'impianto dei PM-VVI

## Eziologia
Tale sindrome avviene per un'anomalia della sincronia del ventricolo, l'atrio si contrae anche in presenza di valvole chiuse aumentando la pressione venosa, o il ventricolo si contrae prima dell'afflusso di sangue causando una transitoria diminuzione della gittata cardiaca.

## Clinica
I segni clinici riscontrati sono effetti emodinamici sfavorevoli e limitata capacità nella persona di raggiungere una normale condizione di benessere. 
I sintomi che si presentano sono vertigine, dispnea, sincope, astenia, diminuzione della tolleranza agli sforzi, palpitazioni, tosse e scompenso cardiaco.

## Trattamento
Il trattamento prevede l'inserimento del pacemaker con stimolazione bicamerale ed antiaritmici.